# Pterocuma sowinskyi
Pterocuma rostratum — вид кумових ракоподібних родини Pseudocumatidae. Рачок зустрічається на північному сході Атлантики, у Середземному, Чорному та Каспійському морях. Досить далеко заходить у річку Волга. Тіло завдовжки до 12 мм. Оснащений на спині гребнем, що складається із кількох загострених виростів. Панцир має вапнякові включення. Самці мають дуже довгі і тонкі вусики, які відсутні у самиць. Самиці навесні виношують декілька десятків личинок у виводковій сумці під грудьми.